# Tripogandra elata
Tripogandra elata är en himmelsblomsväxtart som beskrevs av David Richard Hunt. Tripogandra elata ingår i släktet Tripogandra och familjen himmelsblomsväxter. Inga underarter finns listade.